# Bøtø Nor
Bøtø Nor er et inddæmmet område på Falster. Oprindelig var det en lavvandet bugt, og mellem bugten og Østersøen lå tre lave øer: Langø, Bøtø og Bøtø Fang. I 1700-tallet var de tre øer og Falster vokset sammen og det kilometerbrede nor strakte sig fra Sildestrup til Gedesby.
I 1860-1865 tørlagdes noret, men stormfloden i 1872 ødelagde anlægget. I 1873-1875 blev det falsterske dige anlagt for at forhindre yderligere oversvømmelse. 173 hektar blev fredet i 1972 og er udlagt som fuglereservat.
I 1988 fandt man i forbindelse med oprensningen af en kanal ved Bøtø Nor Pumpestation vraget af det, som siden blev kendt som Gedesbyskibet. Det var et handelsskib fra omkring år 1300.

## Naturbeskyttelse
Den centrale del af Bøtø Nor blev fredet i 1976, efter at Danmarks Naturfredningsforening havde rejst fredningssag i 1969. Ca. 175 ha omkring Nørresø i området kom ind under fredningen, og i den forbindelse blev 105 ha afstået til staten. Naturstyrelsen har lige siden stået for driften af arealerne, under navnet Bøtø Nor Reservatet, der er et er et vådområde med enge, rørskov og småsøer. Bøtø Nor er en del af Natura 2000-område nr.173 Smålandsfarvandet nord for Lolland, Guldborgsund, Bøtø Nor og Hyllekrog-Rødsand.